# 慈雲寺 (重慶市)
慈雲寺（じうんじ）は、中華人民共和国重慶市南岸区獅子山にある臨済宗の寺院。

## 沿革
慈雲寺の歴史は唐代にまでさかのぼる。
現寺は清の乾隆22年（1757年）の建築である。当初は観音廟と呼ばれる。
1927年に雲岩が伽藍を整備し、名称を慈雲寺と改称する。
文化大革命初期に仏像、法器は徹底的な破壊に遭い、法師は迫害に遭って、僧侶はやむなく還俗した。宋代の石獅子が紅衛兵に破壊された。1983年、中華人民共和国国務院は仏寺を漢族地区仏教全国重点寺院に認定した。2016年4月に寺院は修復された。

## 伽藍
山門、天王殿、大雄宝殿、観音殿、文殊殿、普賢殿。
大雄宝殿の中に玉仏がある。高さは1.87メートル、幅は1.34メートル、重さは1500キログラムで、中国四大玉仏の一つ。
慈雲寺の山門の左側の岩壁には、清の光緒10年（1884年）に原川東書院（後は川東師範学堂）の徐琴斻（昌緒）が書いて、石工の崔興発が彫った「字水」が刻まれている。この題名は長さ17.3メートル、高さ7メートルの岩壁に広がるように彫られている。字の高さは3.5メートル、幅は2.5メートル、字の間隔は3メートル。